# 丰乐河 (巢湖)
丰乐河，古称桃溪，又与杭埠河别称前河对应称后河，亦称界河，是流经安徽省六安市、合肥市的河流，也是巢湖水系主干杭埠河最大的支流。丰乐河正源陈家河发源于六安市金安区横塘岗乡的豪猪岭，纳北支思古潭河、南支张母桥河来水后方称丰乐河，河道中线即是肥西县与舒城县的县界的主要走向，最终行至三河注入杭埠河。河流全长76公里，流域面积2082平方公里，以桃溪大桥分上下游。